# Ендотермичен процес
Ендотермичен процес (от гръцки ἔνδον (endon) „вътре“ и θερμ- (therm) „горещ, топъл“) е всеки термодинамичен процес с увеличаване на вътрешната енергия U (или  енталпията H) на системата. При такъв процес една затворена система обикновено абсорбира топлинна енергия от заобикалящата я среда, което представлява пренос на топлина в системата. По този начин ендотермичната реакция обикновено води до повишаване на температурата на системата и понижаване на тази на околната среда. Това може да е химичен процес, като например разтваряне на амониев нитрат (NH4NO3) във вода (H2O), или физически процес, като например топенето на кубчета лед.
Терминът е въведен от френския химик от 19-ти век Марселин Бертло. Обратното на ендотермичния процес е екзотермичен процес, който освобождава или "отдава" енергия, обикновено под формата на топлина и понякога като електрическа енергия. По този начин във всеки термин (ендотермичен и екзотермичен) префиксът се отнася до това къде отива топлината (или електрическата енергия), докато протича процесът.

## В Химията
Поради разкъсване и образуване на връзки по време на различни процеси (промени в състоянието, химични реакции), обикновено има промяна в енергията. Ако енергията на образуващите се връзки е по-голяма от енергията на разкъсващите се връзки, тогава се освобождава енергия. Това е известно като екзотермична реакция. Въпреки това, ако е необходима повече енергия за разкъсване на връзките от енергията, която се освобождава,тогава това е ендотермична реакция.

## Примери
- Хидролиза
- Йонизация
- Електролиза
- процесите свързани с приготвяне на храна
- при разтварянето на някои вещества във вода (калиева селитра, амониева селитра, натриева селитра, амониев хлорид (нишадър))
- изпарение на вода